# Södra Vi landskommun
Södra Vi landskommun var en tidigare kommun i Kalmar län.

## Administrativ historik
När 1862 års kommunalförordningar trädde i kraft inrättades i Sverige cirka 2 500 kommuner. Huvuddelen av dessa var landskommuner (baserade på den äldre sockenindelningen), vartill kom 89 städer och åtta köpingar. I Södra Vi socken i Sevede härad i Småland inrättades då denna kommun.
Vid kommunreformen 1952 bildade den storkommun genom sammanläggning med den tidigare kommunen Djursdala.
I kommunen inrättades 20 april 1945 Södra Vi municipalsamhälle som upplöstes vid utgången av 1957.
År 1971 upplöstes kommunen och dess område gick upp i Vimmerby kommun.
Kommunkoden 1952–70 var 0810.

### Kyrklig tillhörighet
I kyrkligt hänseende tillhörde kommunen Södra Vi församling. Den 1 januari 1952 tillkom Djursdala församling.

## Geografi
Södra Vi landskommun omfattade den 1 januari 1952 en areal av 333,30 km², varav 307,10 km² land.

### Tätorter i kommunen 1960
| Tätort     | Folkmängd |
| ---------- | --------- |
| Södra Vi   | 1 053     |
| Gullringen | 567       |

Tätortsgraden i kommunen var den 1 november 1960 43,2 procent.

## Politik

### Mandatfördelning i valen 1938–1966
| 17 | 8 |

| 24 |

|  | 7 | 2 | 9 |  | 5 |

| 24 |

| 9 | 10 | 2 | 4 |

| 24 |

| 11 | 11 | 3 | 5 |

| 28 |

| 11 | 10 | 4 | 5 |

| 27 |

| 10 | 12 | 2 | 6 |

| 27 |

| 10 | 12 | 2 | 6 |

| 28 |

| 10 | 12 | 3 | 5 |

| 27 |